# Хэншань (Хунань)
Хэншань (кит. 衡山, пиньинь Héngshān) — гора в провинции Хунань, называется также Наньюэ Хэншань (кит. трад. 南嶽衡山, упр. 南岳衡山, пиньинь Nányuè Héngshān), находится на территории района Наньюэ городского округа Хэнъян. Входит в число пяти священных гор даосизма.
Название Хэншань означает «Гора равновесия». Наньюэ означает «Южный пик». На этой горе расположено большое количество даосских храмов и буддийских монастырей, она является центром паломничества. Весь горный комплекс имеет 150 км в длину. В нём расположено 72 горных вершины.
За многие столетия в южных горах Хэншань сформировалась модель монашеской жизни, для которой характерен сельскохозяйственный труд и созерцание. Буддийские обряды и созерцательная жизнь сочетаются с посевом хлеба, выращиванием овощей, чаеводством и т. д., — отмечается на одном из туристических порталов.
Территория горы, храмы и монастыри на ней охраняются государством. В последние годы там оборудован парк, к вершине подведена автомобильная дорога с автобусным сообщением, работает подъёмник.

## Инфраструктура
Территория горы объявлена заповедником, в который имеется три входа.
Имеется канатная дорога на середине горы, покрывающий одну треть подъёма.
Через заповедник проложена автомобильная дорога из двух ветвей, основная дорога ведёт от главного входа Канляолун до нижней станции канатной дороги, далее до верхней станции канатной дороги и до площадки перед подъёмом на вершину Чжужун. Ответвление дороги идёт от нижней станции канатной дороги к боковому входу Силин и к Городку Народной Культуры, и соединяется с главной дорогой у верхней станции канатной дороги.
До нижней станции канатной дороги ходит автобус, по дорогам курсирует внутреннее такси.
Через весь парк тянутся пешеходные тропы, выложенные камнями.

## Храмы
- Пик Чжужун (кит. трад. 祝融峯, упр. 祝融峰, пиньинь Zhùróng fēng, палл. Чжужун фэн) высотой 1300,2 м[1], пик назван по имени духа огня Чжужун (ошибочно считают, что по имени героини романа "Троецарствие": ещё в VIII веке поэт Ду Фу упоминал вершину Чжужун). На вершине находится даосский храм Дворец Чжужун, и терраса для созерцания луны. Многочисленные легенды связывают это место с древним культом огня, покровитель огня Янь-ди (кит. 炎帝) ассоциируется также с легендарным властителем Шэнь-нуном. С вершины открывается великолепный вид на весь горный массив со всех сторон. К пику и дворцу Чжужун ведёт широкая каменная лестница.
- Храм Наньюэ Дамяо у подножия горы — крупный даосский и буддийский храмовый комплекс, входит в состав паломничества перед подъёмом на гору Хэншань
- Зал Хранилище Сутр
- Моцзинтай
- Пещера Шуйлянь
- Монумент Даю
- Мост Хуэйсянь — древний узкий каменный мост над пропастью

## Климат
Климат горы Хэншань субтропический муссонный, в год выпадает от 1497,1 до 2153,4 мм осадков. Среднегодовая температура 17,8 °C. Относительная влажность воздуха от 80 до 90 %. Количество безморозных дней в году от 262 до 280.

## Флора
Благоприятный климат горы Хэншань способствует развитию богатой и разнообразной флоры. По состоянию на 2016 год научно описанная флора семенных растений горы Хэншань состояла из 1776 видов в 801 роде 183 семейств, в том числе 459 видов культигенов.